# Troy Doris
Troy Doris (ur. 12 kwietnia 1989 w Chicago) – gujański lekkoatleta specjalizujący się w trójskoku. Do marca 2016 roku reprezentował Stany Zjednoczone.

## Kariera sportowa
Siódmy zawodnik igrzysk olimpijskich w Rio de Janeiro (2016). Złoty medalista igrzysk Wspólnoty Narodów w 2018 w Gold Coast.
Medalista halowych mistrzostw Stanów Zjednoczonych (2014).
Rekordy życiowe: stadion – 17,18 (14 maja 2016, Clermont) rekord Gujany; hala – 16,84 (23 lutego 2014, Albuquerque).

## Osiągnięcia
| Rok  | Impreza                    | Miejsce        | Lokata            | Wynik |
| ---- | -------------------------- | -------------- | ----------------- | ----- |
| 2016 | Igrzyska olimpijskie       | Rio de Janeiro | 7. miejsce        | 16,90 |
| 2017 | Mistrzostwa świata         | Londyn         | el. – 22. miejsce | 16,43 |
| 2018 | Igrzyska Wspólnoty Narodów | Gold Coast     | 1. miejsce        | 16,88 |